# Hexathelidae
Hexathelidae este o familie de tarantule veninoase. Această familie conține unii din cei mai otrăvitori păianjeni, genurile Atrax și Hadronyche.

## Descrierea
Lungimi corpului este de 1 – 5 cm, de trei ori mai mare decât lățimea păianjenului. Culoarea variază de la maro la negru. Corpul este format din prosomă și opistosomă. Prosoma poartă 6 perechi membre : câte o pereche de pedipalpi și chelicere și 4 picioare. Cuncuticula prosomei este lucioasă și pe ea lipsesc perișorii. Organele filiere sunt lungi. Chelicerile sunt lungi și puternice. Pedipalpii au rol de organe senzoriale. Respirația are loc prin două perechi de plămâni. Ochii sunt amplasați la o distanță relativ mică unii față de alții.

## Ecologie
Păianjenii Hexathelidae construiesc plasă în formă de pâlnie. Ei sapă vizuini și acoperă pereții cu pânză. Speciile genului Hadronyche locuiess în scorbura copacilor. Intrarea atât în scorbură cât și în vizuină este înconjurată de fire de semnalizare. Uneori ei sunt întâlniți și în locuințele umane. Acești păianjeni sunt activi noaptea și sunt foarte agresivi.

## Răspândire

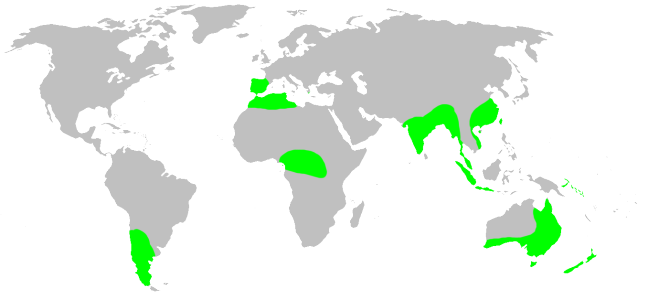
Răspândirea Hexathelidae

Acești păianjeni locuiesc în zonele tropicale umede. Cele mai multe specii se găsesc în Australia, Noua Zeelandă, și Asia. O singură specie este cunoscută în regiunea mediteraneeană și două în America de Sud. Două specii există și în Africa Centrală.

## Venin
Hexathelidae sunt unii din cei mai veninoși păianjenii din infraordinul Mygalomorphae. Veninul păianjenului Atrax robustus conține robustoxine, este de remarcat faptul că veninul masculului este de 5 ori mai periculos decât al femelei. Acest venin neurotoxic care are particularitatea de a fi deosebit de virulent la primate (oameni și maimuțe), pe când pentru iepuri este inofensiv. Simptomele intoxicării sunt: tahicardie, îngreunarea respirației, crampe musculare, uneori victima moare. În cazul înțepării pacientului i se administrează antidot  pe bază de anticorpi de iepure.

## Sistematica
În prezent familia cuprinde 12 genuri și 86 specii :

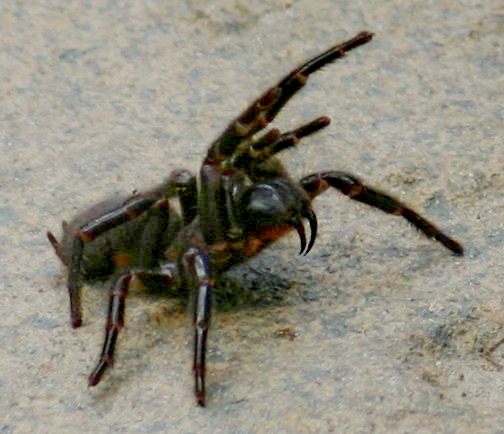
Atrax robustus

- Subfamilia  Hexathelinae Simon, 1892

- Atrax O. P-Cambridge, 1877 — Australia
- Bymainiella Raven, 1978 — Australia
- Hadronyche L. Koch, 1873 — Australia, Noua Guinea
- Hexathele Ausserer, 1871 — Noua Zeelandă
- Mediothele Raven & Platnick, 1978 — Chile
- Paraembolides Raven, 1980 — Australia
- Rosamygale Selden & Gall, 1992 — †; (fosilă,  Triasic)

- Rosamygale grauvogeli (Selden & Gall, 1992) †;

- Scotinoecus Simon, 1892 — Chile, Argentina;
- Teranodes Raven, 1985 — Australia.

- Subfamilia Macrothelinae Simon, 1892:

- Macrothele Ausserer, 1871 — Africa, Europe, Asia;
- Porrhothele Simon, 1892 — Noua Zeelandă.

- Subfamilia Plesiothelinae Raven, 1980:

- Plesiothele Raven, 1978 — Tasmania.